# Harpactira cafreriana
Harpactira cafreriana là một loài nhện trong họ Theraphosidae.
Loài này thuộc chi Harpactira. Harpactira cafreriana được Charles Athanase Walckenaer miêu tả năm 1837.